# Obwód Kielecki POW
Obwód Kielecki Polskiej Organizacji Wojskowej – jeden z obwodów Polskiej Organizacji Wojskowej z siedzibą w Kielcach.
Wchodził w skład VI Okręgu Kieleckiego POW.

## Struktura w marcu 1917
- Komenda miejscowa 1 – Kielce[1]
- Komenda miejscowa 2 – Białogon
- Komenda miejscowa 3 – Bobrza
- Komenda miejscowa 4 – Suchedniów
- Komenda miejscowa 5 – Micigózd
- Komenda miejscowa 6 – Promnik
- Komenda miejscowa 7 – Posłowice
- Komenda miejscowa 8 – Niewachlów